# Pholcus phalangioides
Pholcus phalangioides (відомий як фолькус фалангоподібний, павук-сінокосець, павук-косарик, павук-довгоніжка, трепітка косарикова; англ. daddy long-legs spider, long-bodied cellar spider) є павуком родини Pholcidae. Це єдиний вид павуків, описаний швейцарським ентомологом Йоганном Каспаром Фюсслі, який вперше зафіксував його в 1775 році. Його не слід плутати з іншою групою павукоподібних із такою ж загальною назвою — косарики (Opiliones).
Самки мають довжину тіла близько 8 мм, а самці, як правило, трохи менші. Довжина ніг павука в середньому в 5-6 разів перевищує довжину його тіла. Pholcus phalangioides має звичку жити на стелях кімнат, печер, гаражів або підвалів. Трапляється у всьому світі, походить з Європи.
Цей вид павуків вважається корисним у деяких частинах світу, оскільки він полює на інших павуків, зокрема на види, які вважаються небезпечними, наприклад на Latrodectus hasselti (австралійська чорна вдова). Відомо, що Pholcus phalangioides нешкідливий для людини, і повідомлялося про потенційне використання його шовку в медицині.